# Leptocerus akhunta
Leptocerus akhunta là một loài Trichoptera trong họ Leptoceridae. Chúng phân bố ở miền Ấn Độ - Mã Lai.